# Doprava v Dillí
Jako čtrnáctimilionové velkoměsto má Dillí vlastní síť dopravní infrastruktury, byť v porovnání se západními standardy poněkud chudou. Dopravní ruch je zde velmi čilý; funguje zde mnoho druhů dopravy, a to jak osobní (automobilová), tak i veřejné (autobusy, autorikša, taxi, metro).

## Silniční doprava
Město má velkou a rozsáhlou silniční síť, která je navíc jednou z nejhustších v indických městech. Na 100 km² území města připadá 1749 km silnic. V jeho centru se nacházejí široké bulváry ještě z dob koloniální éry, dále od města pak vedou různé čtyřproudé komunikace i menší uličky. Dillí je napojeno na celoindickou dálniční síť; ústí sem pět dálnic. Město má také dva dálniční okruhy – vnitřní a vnější (ten použije až 110 000 aut denně).
V Dillí se nachází procentuálně nejvíce automobilů v porovnání s počtem obyvatel. Vzhledem k jeho prudkému růstu se neustále zvyšují nároky na dopravní síť, což vede k velkým nákladům, a to jak na výstavbu silniční infrastruktury, tak i na provoz a rozvoj MHD.

### Autobusová, rikša a taxi

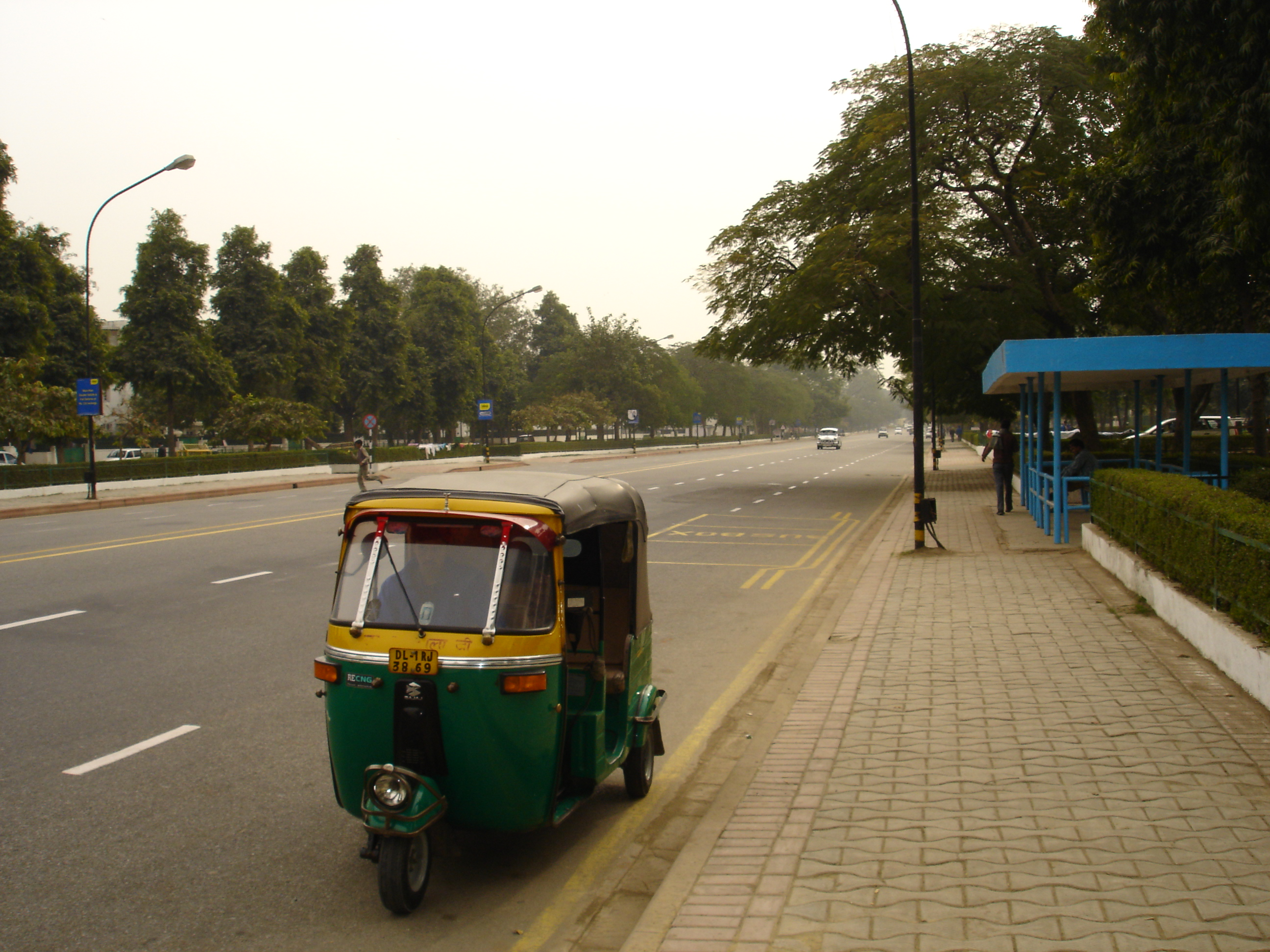
Dillíjská autorikša

Většina dopravy je zajišťována po silnicích; v městské se jedná o autobusy a rikšy. Autobusy zajišťují dopravu pro zhruba 60 % všech cestujících. Jejich hlavním provozovatelem je státní společnost Delhi Transport Corporation, doplňuje jí ale ještě několik soukromých dopravců, z nichž největší je BlueLine Transport Corporation. Všichni však musí mít povolení; městská autobusová doprava není předmětem zcela volné konkurenční soutěže.
DTC provozuje největší síť autobusů poháněných na stlačený zemní plyn (CNG) na světě; ačkoliv nejsou velmi moderní, jejich zavedení na konci 90. let 20. století vedlo k mírnému snížení tak problematického znečištění ovzduší. Do budoucna se počítá s nasazením nových a modernějších autobusů, poháněných rovněž na CNG. Mnozí menší soukromí dopravci však stále jezdí s dieselovými vozy.
Autorikša je také jedním z druhů dopravy, který má v Dillí velký význam. Rikšy jsou levnější než taxi a proto jsou tudíž mezi mnohými obyvateli města populární. U obou druhů dopravy se však objevily problémy s předražováním. Elektronické měření vzdáleností ale do jisté míry tyto komplikace eliminovalo.

## Kolejová doprava

### Metro
Od roku 2002 má Dillí i vlastní systém metra. To však není čistě klasickou podzemní dráhou, ale jeho tratě jsou i povrchové a nadzemní (vedené po estakádách). Metro se rychle rozvíjí a za prvních 5 let své existence již sloužilo cestujícím přes 60 km tratí.

### Železniční doprava
Dillí je významným železničním uzlem a vede sem spoustu spojů do mnohých dalších indických měst. Mezi významná dillíjská nádraží patří Delhi Junction, Hazrat Nizamuddin, New Delhi, Okhla, Pragati Maidan, Shahdara, Shakur Basti a Tilak Bridge. I v městské a příměstské dopravě je železnice zastoupena, avšak jen velmi malým podílem.

## Letecká doprava

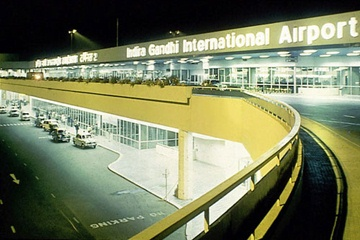
Mezinárodní letiště Indiry Gándhíové

Na jihovýchodě města se pak nachází mezinárodní letiště Indiry Gándhíové, které ročně odbaví okolo 40 milionů cestujících. Je to nejrušnější letiště v zemi. Letiště má dva terminály; Terminál 1 určený pouze pro vnitrostátní lety a moderní Terminál 3 (otevřený v roce 2010) pro všechny mezinárodní lety a některé vnistrostátní spoje.
Kromě tohoto hlavního vzdušného přístavu města pak existuje také ještě vojenské letiště Pálam, které ale dnes administrativně spadá také pod letiště Indiry Gándhíové.